# Alphabet (Buchdruck)
Im Buchdruck wurden bis etwa ins 19. Jahrhundert die Druckbogen eines Buches mit den Buchstaben des Alphabets bezeichnet.
Da man dabei die neuzeitlichen Buchstaben J, U und W ausließ, bestand ein vollständiges Druckbogen-Alphabet aus den 23 Bogen A B C D E F G H I K L M N O P Q R S T V X Y Z. Man sprach daher davon, dass ein Buch je nach Umfang eines oder mehrere Alphabete habe. Bei einem Bogenumfang von zum Beispiel 16 Seiten entsprach ein solches Alphabet jeweils 16 (Seiten) × 23 (Bogen) = 368 Seiten.
Besonders bekannt wurde die Zählung in Alphabeten, als im 19. Jahrhundert in manchen deutschen Staaten strenge Zensurbestimmungen erlassen wurden, von denen jedoch teils besonders umfangreiche Werke ausgenommen waren, da man annahm, dass ohnehin nur wohlhabende Käufer sie erwerben konnten und nicht das arme Volk, das ja durch die Zensur vor revolutionärem Gedankengut ‚geschützt‘ werden sollte. Nun bemühten sich viele Autoren, durch Zusammenstellung vieler Texte zu einem Band, großen Druck oder andere Mittel den geforderten Mindestumfang von 1, 2 oder mehr Alphabeten zu erreichen, um so der Zensur zu entgehen. Bekanntestes Beispiel ist Heinrich Heine, der sich etwa in seinen Reisebildern ausdrücklich über diesen Zwang zur Buchverlängerung lustig macht. Im späteren Verlauf des Buches werden wesentliche Unterschiede zu früheren Buchdruckverfahren erläutert, unter anderem Johannes Gutenbergs künstlerische Entwürfe des Druckens.